# Tennis in Kroatië
Dit is een overzicht van de beste tennissers en tennissters van Kroatië, alle enkelspeltitels van Kroatische tennissers en tennissters en alle tennistoernooien in Kroatië.

## Mannen

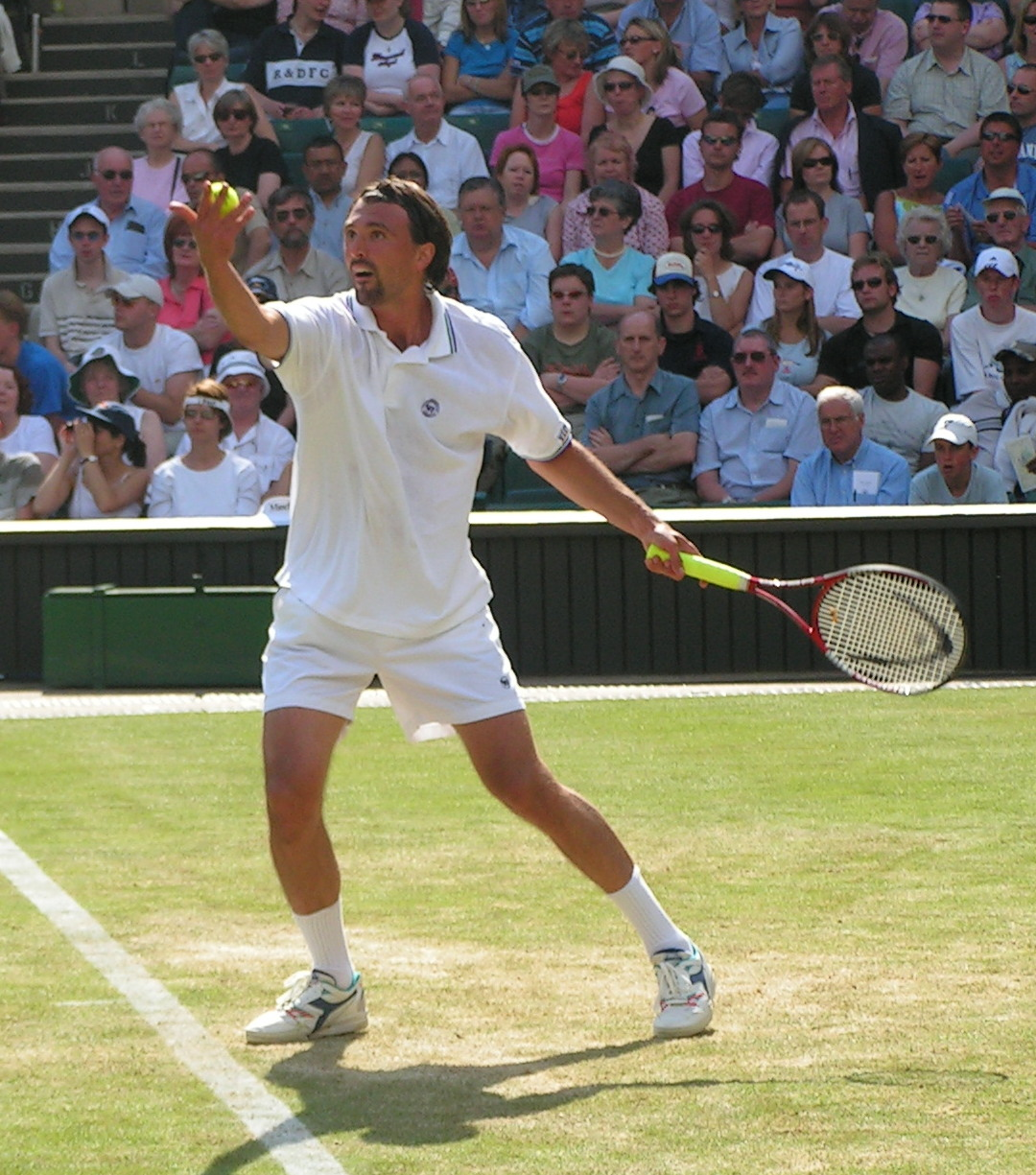
Goran Ivanišević (2e) de hoogst gerankte Kroatische tennisser uit de geschiedenis.

### "Top 150" spelers enkelspel (vanafopen tijdperk)
| Nr. | Speler           | Hoogste positie | Datum hoogste positie | W-V     | Titels   | Finales  |
| --- | ---------------- | --------------- | --------------------- | ------- | -------- | -------- |
| 1.  | Goran Ivanišević | 2               | 1994-07-04            | 599-333 | 21 (22*) | 22 (27*) |
| 2.  | Marin Čilić      | 3               | 2018-01-29            | 487-259 | 18       | 14       |
| 3.  | Ivan Ljubičić    | 3               | 2006-05-01            | 429-296 | 10       | 14       |
| 4.  | Mario Ančić      | 3               | 2006-07-10            | 208-135 | 3        | 0        |
| 5.  | Borna Ćorić      | 12              | 2018-11-05            | 131-112 | 2        | 3        |
| 6.  | Ivo Karlović     | 14              | 2008-08-18            | 365-331 | 8        | 11       |
| 7.  | Goran Prpić      | 16              | 1991-07-29            | 125-121 | 0 (1*)   | 0 (2*)   |
| 8.  | Ivan Dodig       | 29              | 2013-10-17            | 118-140 | 1        | 1        |
| 9.  | Željko Krajan    | 88              | 2002-08-19            | 9-28    | 0        | 0        |
| 10. | Roko Karanušić   | 88              | 2009-02-02            | 13-43   | 0        | 0        |
| 11. | Antonio Veić     | 119             | 2012-05-14            | 11-24   | 0        | 0        |
| 12. | Ante Pavić       | 132             | 2014-10-13            | 3-11    | 0        | 0        |
| 13. | Mario Radić      | 141             | 2002-08-05            | 2-4     | 0        | 0        |
| 14. | Franko Škugor    | 145             | 2016-04-25            | 8-23    | 0        | 0        |
| 15. | Mate Delić       | 150             | 2015-01-05            | 3-12    | 0        | 0        |

*Inclusief de periode dat Kroatië onder Joegoslavië viel
Bijgewerkt t/m 07-06-2019

### Finaleplaatsen
| Legenda                       | Legenda               |
| ----------------------------- | --------------------- |
| Grand Slam                    |                       |
| Olympische Spelen             |                       |
| tot 2009                      | vanaf 2009            |
| Tennis Masters Cup            | ATP Finals            |
| ATP Masters Series            | ATP Tour Masters 1000 |
| ATP International Series Gold | ATP Tour 500          |
| ATP International Series      | ATP Tour 250          |

#### Enkelspel (open tijdperk)
| Nr.              | Datum             | Toernooi             | Ondergrond    | Winnaar               | Tegenstander in finale | Score                         | Details |
| ---------------- | ----------------- | -------------------- | ------------- | --------------------- | ---------------------- | ----------------------------- | ------- |
| Gewonnen finales |                   |                      |               |                       |                        |                               |         |
| 1.               | 23 juni 1991      | ATP Manchester       | Gras          | Goran Ivanišević (1)  | Pete Sampras           | 6-4, 6-4                      | Details |
| 2.               | 5 januari 1992    | ATP Adelaide         | Hardcourt     | Goran Ivanišević (2)  | Christian Bergström    | 1-6, 7-6(5), 6-4              | Details |
| 3.               | 23 februari 1992  | ATP Stuttgart indoor | Tapijt (i)    | Goran Ivanišević (3)  | Stefan Edberg          | 6-7(5), 6-3, 6-4, 6-4         | Details |
| 4.               | 11 oktober 1992   | ATP Sydney Indoor    | Hardcourt (i) | Goran Ivanišević (4)  | Stefan Edberg          | 6-4, 6-2, 6-4                 | Details |
| 5.               | 1 november 1992   | ATP Stockholm        | Tapijt (i)    | Goran Ivanišević (5)  | Guy Forget             | 7-6(2), 4-6, 7-6(5), 6-2      | Details |
| 6.               | 19 september 1993 | ATP Boekarest        | Gravel        | Goran Ivanišević (6)  | Andrej Tsjerkasov      | 6-2, 7-6(5)                   | Details |
| 7.               | 24 oktober 1993   | ATP Wenen            | Tapijt (i)    | Goran Ivanišević (7)  | Thomas Muster          | 4-6, 6-4, 6-4, 7-6(2)         | Details |
| 8.               | 7 november 1993   | ATP Parijs           | Hardcourt (i) | Goran Ivanišević (8)  | Andrej Medvedev        | 6-4, 6-2, 7-6(2)              | Details |
| 9.               | 7 augustus 1994   | ATP Kitzbühel        | Gravel        | Goran Ivanišević (9)  | Fabrice Santoro        | 6-2, 4-6, 4-6, 6-3, 6-2       | Details |
| 10.              | 16 oktober 1994   | ATP Tokio            | Tapijt (i)    | Goran Ivanišević (10) | Michael Chang          | 6-4, 6-4                      | Details |
| 11.              | 17 december 1995  | Grand Slam Cup       | Tapijt (i)    | Goran Ivanišević (11) | Todd Martin            | 7-6, 6-3, 6-4                 | Details |
| 12.              | 4 februari 1996   | ATP Zagreb           | Tapijt (i)    | Goran Ivanišević (12) | Cédric Pioline         | 3-6, 6-3, 6-2                 | Details |
| 13.              | 18 februari 1996  | ATP Dubai            | Hardcourt     | Goran Ivanišević (13) | Albert Costa           | 6-4, 6-3                      | Details |
| 14.              | 3 maart 1996      | ATP Milaan           | Tapijt (i)    | Goran Ivanišević (14) | Marc Rosset            | 6-3, 7-6(3)                   | Details |
| 15.              | 10 maart 1996     | ATP Rotterdam        | Tapijt (i)    | Goran Ivanišević (15) | Jevgeni Kafelnikov     | 6-4, 3-6, 6-3                 | Details |
| 16.              | 10 november 1996  | ATP Moskou           | Tapijt (i)    | Goran Ivanišević (16) | Jevgeni Kafelnikov     | 3-6, 6-1, 6-3                 | Details |
| 17.              | 2 februari 1997   | ATP Zagreb           | Tapijt (i)    | Goran Ivanišević (17) | Greg Rusedski          | 7-6(4), 4-6, 7-6(6)           | Details |
| 18.              | 2 maart 1997      | ATP Milaan           | Tapijt (i)    | Goran Ivanišević (18) | Sergi Bruguera         | 6-2, 6-2                      | Details |
| 19.              | 12 oktober 1997   | ATP Wenen            | Tapijt (i)    | Goran Ivanišević (19) | Greg Rusedski          | 3-6, 6-7(4), 7-6(4), 6-2, 6-3 | Details |
| 20.              | 8 februari 1998   | ATP Split            | Tapijt (i)    | Goran Ivanišević (20) | Greg Rusedski          | 7-6(3), 7-6(5)                | Details |
| 21.              | 8 juli 2001       | Wimbledon            | Gras          | Goran Ivanišević (21) | Patrick Rafter         | 6-3, 3-6, 6-3, 2-6, 9-7       | Details |
| 22.              | 8 oktober 2001    | ATP Lyon             | Tapijt (i)    | Ivan Ljubičić (1)     | Younes El Aynaoui      | 6-3, 6-2                      | Details |
| 23.              | 3 oktober 2005    | ATP Metz             | Hardcourt (i) | Ivan Ljubičić (2)     | Gaël Monfils           | 7-6, 6-0                      | Details |
| 24.              | 10 oktober 2005   | ATP Wenen            | Hardcourt (i) | Ivan Ljubičić (3)     | Juan Carlos Ferrero    | 6-2, 6-4, 7-6                 | Details |
| 25.              | 13 juni 2005      | ATP Rosmalen         | Gras          | Mario Ančić (1)       | Michaël Llodra         | 7-5, 6-4                      | Details |
| 26.              | 8 januari 2006    | ATP Chennai          | Hardcourt     | Ivan Ljubičić (4)     | Carlos Moyà            | 7-6, 6-2                      | Details |
| 27.              | 5 februari 2006   | ATP Zagreb           | Tapijt (i)    | Ivan Ljubičić (5)     | Stefan Koubek          | 6-3, 6-4                      | Details |
| 28.              | 19 juni 2006      | ATP Rosmalen         | Gras          | Mario Ančić (2)       | Jan Hernych            | 6-0, 5-7, 7-5                 | Details |
| 29.              | 15 oktober 2006   | ATP Wenen            | Hardcourt (i) | Ivan Ljubičić (6)     | Fernando González      | 6-3, 6-4, 7-5                 | Details |
| 30.              | 23 oktober 2006   | ATP Sint-Petersburg  | Tapijt (i)    | Mario Ančić (3)       | Thomas Johansson       | 7-5, 7-6                      | Details |
| 31.              | 6 januari 2007    | ATP Doha             | Hardcourt     | Ivan Ljubičić (7)     | Andy Murray            | 6-4, 6-4                      | Details |
| 32.              | 9 april 2007      | ATP Houston          | Gravel        | Ivo Karlović (1)      | Mariano Zabaleta       | 6-4, 6-1                      | Details |
| 33.              | 18 juni 2007      | ATP Nottingham       | Gras          | Ivo Karlović (2)      | Arnaud Clément         | 5-7, 6-4, 7-5                 | Details |
| 34.              | 23 juni 2007      | ATP Rosmalen         | Gras          | Ivan Ljubičić (8)     | Peter Wessels          | 7-6, 4-6, 7-6                 | Details |
| 35.              | 14 oktober 2007   | ATP Stockholm        | Hardcourt     | Ivo Karlović (3)      | Thomas Johansson       | 6-3, 3-6, 6-1                 | Details |
| 36.              | 21 juni 2008      | ATP Nottingham       | Gras          | Ivo Karlović (4)      | Fernando Verdasco      | 7-6, 6-7, 7-6                 | Details |
| 37.              | 23 augustus 2008  | ATP New Haven        | Hardcourt     | Marin Čilić (1)       | Mardy Fish             | 6-4, 4-6, 6-2                 | Details |
| 38.              | 11 januari 2009   | ATP Chennai          | Hardcourt     | Marin Čilić (2)       | Somdev Devvarman       | 6-4, 7-6                      | Details |
| 39.              | 8 februari 2009   | ATP Zagreb           | Hardcourt (i) | Marin Čilić (3)       | Mario Ančić            | 6-3, 6-4                      | Details |
| 40.              | 1 november 2009   | ATP Lyon             | Hardcourt (i) | Ivan Ljubičić (9)     | Michaël Llodra         | 7-5, 6-3                      | Details |
| 41.              | 10 januari 2010   | ATP Chennai          | Hardcourt     | Marin Čilić (4)       | Stanislas Wawrinka     | 7-6, 7-6                      | Details |
| 42.              | 7 februari 2010   | ATP Zagreb           | Hardcourt (i) | Marin Čilić (5)       | Michael Berrer         | 6-4, 6-7, 6-3                 | Details |
| 43.              | 21 maart 2010     | ATP Indian Wells     | Hardcourt     | Ivan Ljubičić (10)    | Andy Roddick           | 7-6, 7-6                      | Details |
| 44.              | 6 februari 2011   | ATP Zagreb           | Hardcourt (i) | Ivan Dodig (1)        | Michael Berrer         | 6-3, 6-4                      | Details |
| 45.              | 30 oktober 2011   | ATP Sint-Petersburg  | Hardcourt (i) | Marin Čilić (6)       | Janko Tipsarević       | 6–3, 3-6, 6-3                 | Details |
| 46.              | 17 juni 2012      | ATP Londen           | Gras          | Marin Čilić (7)       | David Nalbandian       | 6-7, 4-3, diskw.              | Details |
| 47.              | 15 juli 2012      | ATP Umag             | Gravel        | Marin Čilić (8)       | Marcel Granollers      | 6-4, 6-2                      | Details |
| 48.              | 10 februari 2013  | ATP Zagreb           | Hardcourt (i) | Marin Čilić (9)       | Jürgen Melzer          | 6-3, 6-1                      | Details |
| 49.              | 21 juli 2013      | ATP Bogota           | Hardcourt     | Ivo Karlović (5)      | Alejandro Falla        | 6-3, 7-6(4)                   | Details |
| 50.              | 9 februari 2014   | ATP Zagreb           | Hardcourt (i) | Marin Čilić (10)      | Tommy Haas             | 6-3, 6-4                      | Details |
| 51.              | 23 februari 2014  | ATP Delray Beach     | Hardcourt     | Marin Čilić (11)      | Kevin Anderson         | 7-6, 6-7, 6-4                 | Details |
| 52.              | 8 september 2014  | US Open              | Hardcourt     | Marin Čilić (12)      | Kei Nishikori          | 6-3, 6-3, 6-3                 | Details |
| 53.              | 19 oktober 2014   | ATP Moskou           | Hardcourt (i) | Marin Čilić (13)      | Roberto Bautista Agut  | 6-4, 6-4                      | Details |
| 54.              | 22 februari 2015  | ATP Delray Beach     | Hardcourt     | Ivo Karlović (6)      | Donald Young           | 6-3, 6-3                      | Details |
| 55.              | 25 oktober 2015   | ATP Moskou           | Hardcourt (i) | Marin Čilić (14)      | Roberto Bautista Agut  | 6-4, 6-4                      | Details |
| 56.              | 17 juli 2016      | ATP Newport          | Gras          | Ivo Karlović (7)      | Gilles Müller          | 6-7(2), 7-6(5), 7-6(12)       | Details |
| 57.              | 14 augustus 2016  | ATP Cabo San Lucas   | Hardcourt     | Ivo Karlović (8)      | Feliciano López        | 7-6(5), 6-2                   | Details |
| 58.              | 21 augustus 2016  | ATP Cincinnati       | Hardcourt     | Marin Čilić (15)      | Andy Murray            | 6-2, 3-6, 6-3                 | Details |
| 59.              | 30 oktober 2016   | ATP Bazel            | Hardcourt     | Marin Čilić (16)      | Kei Nishikori          | 6-1, 7-6                      | Details |
| 60.              | 16 april 2017     | ATP Marrakesh        | Gravel        | Borna Ćorić (1)       | Philipp Kohlschreiber  | 5-7, 7-6(3), 7-5              | Details |
| 61.              | 7 mei 2017        | ATP Istanbul         | Gravel        | Marin Čilić (17)      | Milos Raonic           | 7-6, 6-3                      | Details |
| 62.              | 24 juni 2018      | ATP Londen           | Gras          | Marin Čilić (18)      | Novak Đoković          | 5-7, 7-6, 6-3                 | Details |
| 63.              | 24 juni 2018      | ATP Halle            | Gras          | Borna Ćorić (2)       | Roger Federer          | 7-6(6), 3-6, 6-2              | Details |
| Verloren finales |                   |                      |               |                       |                        |                               |         |
| 1.               | 18 augustus 1991  | ATP New Haven        | Hardcourt     | Petr Korda            | Goran Ivanišević (1)   | 6-4, 6-2                      | Details |
| 2.               | 9 februari 1992   | ATP Milaan           | Tapijt (i)    | Omar Camporese        | Goran Ivanišević (2)   | 3-6, 6-3, 6-4                 | Details |
| 3.               | 5 juli 1992       | Wimbledon            | Gras          | Andre Agassi          | Goran Ivanišević (3)   | 6-7(8), 6-4, 6-4, 1-6, 6-4    | Details |
| 4.               | 10 januari 1993   | ATP Doha             | Hardcourt     | Boris Becker          | Goran Ivanišević (4)   | 7-6(4), 4-6, 7-5              | Details |
| 5.               | 16 mei 1993       | ATP Rome             | Gravel        | Jim Courier           | Goran Ivanišević (5)   | 6-1, 6-2, 6-2                 | Details |
| 6.               | 31 oktober 1993   | ATP Stockholm        | Tapijt (i)    | Michael Stich         | Goran Ivanišević (6)   | 4-6, 7-6(6), 7-6(3), 6-2      | Details |
| 7.               | 20 februari 1994  | ATP Stuttgart indoor | Tapijt (i)    | Stefan Edberg         | Goran Ivanišević (7)   | 4-6, 6-4, 6-2, 6-2            | Details |
| 8.               | 3 juli 1994       | Wimbledon            | Gras          | Pete Sampras          | Goran Ivanišević (8)   | 7-6(2), 7-6(5), 6-0           | Details |
| 9.               | 18 september 1994 | ATP Boekarest        | Gravel        | Franco Davín          | Goran Ivanišević (9)   | 6-2, 6-4                      | Details |
| 10.              | 30 oktober 1994   | ATP Stockholm        | Tapijt (i)    | Boris Becker          | Goran Ivanišević (10)  | 4-6, 6-4, 6-3, 7-6(4)         | Details |
| 11.              | 14 mei 1995       | ATP Hamburg          | Gravel        | Andrej Medvedev       | Goran Ivanišević (11)  | 6-3, 6-2, 6-1                 | Details |
| 12.              | 14 januari 1996   | ATP Sydney           | Hardcourt     | Todd Martin           | Goran Ivanišević (12)  | 5-7, 6-3, 6-4                 | Details |
| 13.              | 25 februari 1996  | ATP Antwerpen        | Tapijt (i)    | Michael Stich         | Goran Ivanišević (13)  | 6-3, 6-2, 7-6(5)              | Details |
| 14.              | 31 maart 1996     | ATP Miami            | Hardcourt     | Andre Agassi          | Goran Ivanišević (14)  | 3-0, opgave                   | Details |
| 15.              | 18 augustus 1996  | ATP Indianapolis     | Hardcourt     | Pete Sampras          | Goran Ivanišević (15)  | 7-6(3), 7-5                   | Details |
| 16.              | 8 december 1996   | Grand Slam Cup       | Tapijt (i)    | Boris Becker          | Goran Ivanišević (16)  | 6-3, 6-4, 6-4                 | Details |
| 17.              | 16 februari 1997  | ATP Dubai            | Hardcourt     | Thomas Muster         | Goran Ivanišević (17)  | 7-5, 7-6(3)                   | Details |
| 18.              | 15 juni 1997      | ATP Londen           | Gras          | Mark Philippoussis    | Goran Ivanišević (18)  | 7-5, 6-3                      | Details |
| 19.              | 5 juli 1998       | Wimbledon            | Gras          | Pete Sampras          | Goran Ivanišević (19)  | 6-7(2), 7-6(9), 6-4, 3-6, 6-2 | Details |
| 20.              | 23 augustus 1998  | ATP New Haven        | Hardcourt     | Karol Kučera          | Goran Ivanišević (20)  | 6-4, 5-7, 6-2                 | Details |
| 21.              | 11 oktober 1998   | ATP Shanghai         | Tapijt (i)    | Michael Chang         | Goran Ivanišević (21)  | 4-6, 6-1, 6-2                 | Details |
| 22.              | 15 november 1998  | ATP Moskou           | Tapijt (i)    | Jevgeni Kafelnikov    | Goran Ivanišević (22)  | 7-6(2), 7-6(5)                | Details |
| 23.              | 12 januari 2004   | ATP Doha             | Hardcourt     | Nicolas Escudé        | Ivan Ljubičić (1)      | 6-3, 7-64                     | Details |
| 24.              | 10 januari 2005   | ATP Doha             | Hardcourt     | Roger Federer         | Ivan Ljubičić (2)      | 6-3, 7-64                     | Details |
| 25.              | 14 februari 2005  | ATP Marseille        | Hardcourt (i) | Joachim Johansson     | Ivan Ljubičić (3)      | 7-5, 6-4                      | Details |
| 26.              | 21 februari 2005  | ATP Rotterdam        | Hardcourt (i) | Roger Federer         | Ivan Ljubičić (4)      | 5-7, 7-5, 7-65                | Details |
| 27.              | 28 februari 2005  | ATP Dubai            | Hardcourt     | Roger Federer         | Ivan Ljubičić (5)      | 6-1, 6-76, 6-3                | Details |
| 28.              | 23 juni 2005      | ATP Londen           | Gras          | Andy Roddick          | Ivo Karlović (1)       | 7-6, 7-6                      | Details |
| 29.              | 24 oktober 2005   | ATP Madrid           | Hardcourt (i) | Rafael Nadal          | Ivan Ljubičić (6)      | 3-6, 2-6, 6-3, 6-4, 7-63      | Details |
| 30.              | 7 november 2005   | ATP Parijs           | Tapijt (i)    | Tomáš Berdych         | Ivan Ljubičić (7)      | 6-3, 6-4, 3-6, 4-6, 6-4       | Details |
| 31.              | 3 april 2006      | ATP Miami            | Hardcourt     | Roger Federer         | Ivan Ljubičić (8)      | 7-65, 7-64, 7-66              | Details |
| 32.              | 2 oktober 2006    | ATP Bangkok          | Hardcourt (i) | James Blake           | Ivan Ljubičić (9)      | 6-3, 6-1                      | Details |
| 33.              | 5 februari 2007   | ATP Zagreb           | Tapijt (i)    | Marcos Baghdatis      | Ivan Ljubičić (10)     | 7-64, 4-6, 6-4                | Details |
| 34.              | 26 februari 2007  | ATP Rotterdam        | Hardcourt (i) | Michail Joezjny       | Ivan Ljubičić (11)     | 6-2, 6-4                      | Details |
| 35.              | 18 februari 2007  | ATP San José         | Hardcourt     | Andy Murray           | Ivo Karlović (2)       | 6-7, 6-4, 7-6                 | Details |
| 36.              | 1 maart 2008      | ATP Zagreb           | Hardcourt (i) | Serhij Stachovsky     | Ivan Ljubičić (12)     | 7-5, 6-4                      | Details |
| 37.              | 11 oktober 2009   | ATP Peking           | Hardcourt     | Novak Đoković         | Marin Čilić (1)        | 6-2, 7-6                      | Details |
| 38.              | 1 november 2009   | ATP Wenen            | Hardcourt (i) | Jürgen Melzer         | Marin Čilić (2)        | 6-4, 6-3                      | Details |
| 39.              | 22 februari 2010  | ATP Delray Beach     | Hardcourt     | Ernests Gulbis        | Ivo Karlović (3)       | 6-2, 6-3                      | Details |
| 40.              | 9 mei 2010        | ATP München          | Gravel        | Michail Joezjny       | Marin Čilić (3)        | 6-3, 4-6, 6-4                 | Details |
| 41.              | 31 oktober 2010   | ATP Montpellier      | Hardcourt (i) | Gaël Monfils          | Ivan Ljubičić (13)     | 6-2, 5-7, 6-1                 | Details |
| 42.              | 20 februari 2011  | ATP Marseille        | Hardcourt     | Robin Söderling       | Marin Čilić (4)        | 6-7, 6-3, 6-3                 | Details |
| 43.              | 18 juni 2011      | ATP Rosmalen         | Gras          | Dmitri Toersoenov     | Ivan Dodig (1)         | 6-3, 6-2                      | Details |
| 44.              | 31 juli 2011      | ATP Umag             | Gravel        | Oleksandr Dolgopolov  | Marin Čilić (5)        | 6-4, 3-6, 6-3                 | Details |
| 45.              | 25 september 2011 | ATP Metz             | Hardcourt (i) | Jo-Wilfried Tsonga    | Ivan Ljubičić (14)     | 6-3, 6-74, 6-3                | Details |
| 46.              | 9 oktober 2011    | ATP Peking           | Hardcourt     | Tomáš Berdych         | Marin Čilić (6)        | 3-6, 6-4, 6-2                 | Details |
| 47.              | 6 mei 2012        | ATP München          | Gravel        | Philipp Kohlschreiber | Marin Čilić (7)        | 7-6, 6-3                      | Details |
| 48.              | 16 juni 2013      | ATP Londen           | Gras          | Andy Murray           | Marin Čilić (8)        | 5-7, 7-5, 6-3                 | Details |
| 49.              | 16 februari 2014  | ATP Rotterdam        | Hardcourt (i) | Tomáš Berdych         | Marin Čilić (9)        | 6-4, 6-2                      | Details |
| 50.              | 16 februari 2014  | ATP Memphis          | Hardcourt (i) | Kei Nishikori         | Ivo Karlović (4)       | 6-4, 7-6(0)                   | Details |
| 51.              | 24 mei 2014       | ATP Düsseldorf       | Gravel        | Philipp Kohlschreiber | Ivo Karlović (5)       | 6-2, 7-6(4)                   | Details |
| 52.              | 30 juli 2014      | ATP Newport          | Gras          | Lleyton Hewitt        | Ivo Karlović (6)       | 6-3, 6-7(4), 7-6(3)           | Details |
| 53.              | 20 juli 2014      | ATP Bogota           | Hardcourt     | Bernard Tomic         | Ivo Karlović (7)       | 7-6(5), 3-6, 7-6(4)           | Details |
| 54.              | 19 juli 2015      | ATP Newport          | Gras          | Rajeev Ram            | Ivo Karlović (8)       | 7-6(5), 5-7, 7-6(2)           | Details |
| 55.              | 10 januari 2016   | ATP Chennai          | Hardcourt     | Stan Wawrinka         | Borna Ćorić (1)        | 6-3, 7-6                      | Details |
| 56.              | 21 februari 2016  | ATP Marseille        | Hardcourt (i) | Nick Kyrgios          | Marin Čilić (10)       | 6-2, 7-6                      | Details |
| 57.              | 10 april 2016     | ATP Marrakesh        | Hardcourt     | Federico Delbonis     | Borna Ćorić (2)        | 6-2, 6-4                      | Details |
| 58.              | 22 mei 2016       | ATP Genève           | Gravel        | Stanislas Wawrinka    | Marin Čilić (11)       | 6-4, 7-6                      | Details |
| 59.              | 24 juli 2016      | ATP Washington       | Hardcourt     | Gaël Monfils          | Ivo Karlović (9)       | 5-7, 7-6(6), 6-4              | Details |
| 60.              | 18 juni 2017      | ATP Rosmalen         | Gras          | Gilles Müller         | Ivo Karlović (10)      | 7-6(5), 7-6(4)                | Details |
| 61.              | 25 juni 2017      | ATP Londen           | Gras          | Feliciano López       | Marin Čilić (12)       | 4-6, 7-6, 7-6                 | Details |
| 62.              | 16 juli 2017      | Wimbledon            | Gras          | Roger Federer         | Marin Čilić (13)       | 6-3, 6-2, 6-4                 | Details |
| 63.              | 28 januari 2018   | Australian Open      | Hardcourt     | Roger Federer         | Marin Čilić (14)       | 6-2, 6-7, 6-3, 3-6, 6-2       | Details |
| 64.              | 14 oktober 2018   | ATP Shanghai         | Hardcourt     | Novak Đoković         | Borna Ćorić (3)        | 6-3, 6-4                      | Details |
| 65.              | 5 januari 2019    | ATP Pune             | Hardcourt     | Kevin Anderson        | Ivo Karlović (11)      | 7-6(4), 6-7(2), 7-6(5)        | Details |

#### Landenteams
| Nr.              | Toernooi       | Jaar | Locatie finale              | Ondergrond    | Winnaar                                                                       | Tegenstander in finale                                                          | Score | Details |
| ---------------- | -------------- | ---- | --------------------------- | ------------- | ----------------------------------------------------------------------------- | ------------------------------------------------------------------------------- | ----- | ------- |
| Gewonnen finales |                |      |                             |               |                                                                               |                                                                                 |       |         |
| 1.               | Davis Cup (1)  | 2005 | Sibamac Arena, Bratislava   | Hardcourt (i) | Kroatië Ivan Ljubičić Mario Ančić                                             | Slowakije Karol Kučera Dominik Hrbatý Michal Mertiňák                           | 3-2   | Details |
| 2.               | World Team Cup | 2006 | Rochusclub, Düsseldorf      | Gravel        | Kroatië Ivo Karlović Ivan Ljubičić Mario Ančić                                | Duitsland Alexander Waske Nicolas Kiefer Michael Kohlmann Philipp Kohlschreiber | 2-0   | Details |
| 3.               | Davis Cup (2)  | 2018 | Stade Pierre-Mauroy, Rijsel | Gravel (i)    | Kroatië Marin Čilić Borna Ćorić Ivan Dodig Mate Pavić                         | Frankrijk Jo-Wilfried Tsonga Jérémy Chardy Pierre-Hugues Herbert Nicolas Mahut  | 3-1   | Details |
| Verloren finales |                |      |                             |               |                                                                               |                                                                                 |       |         |
| 1.               | World Team Cup | 1995 | Rochusclub, Düsseldorf      | Gravel        | Zweden Magnus Larsson Stefan Edberg Jonas Björkman                            | Kroatië Goran Ivanišević Saša Hiršzon                                           | 2-1   | Details |
| 2.               | Davis Cup      | 2016 | Arena Zagreb, Zagreb        | Hardcourt (i) | Argentinië Juan Martín del Potro Federico Delbonis Leonardo Mayer Guido Pella | Kroatië Marin Čilić Ivo Karlović Ivan Dodig Franko Škugor                       | 3-2   | Details |

#### Statistieken (open tijdperk)
| Aantal enkelspeltitels per ondergrond | Aantal enkelspeltitels per ondergrond | Aantal enkelspeltitels per ondergrond | Aantal enkelspeltitels per ondergrond | Aantal enkelspeltitels per ondergrond |
| ------------------------------------- | ------------------------------------- | ------------------------------------- | ------------------------------------- | ------------------------------------- |
|                                       |                                       |                                       |                                       |                                       |
| Hardcourt                             | Hardcourt                             |                                       | 30                                    | 30                                    |
| Tapijt                                | Tapijt                                |                                       | 16                                    | 16                                    |
| Gras                                  | Gras                                  |                                       | 11                                    | 11                                    |
| Gravel                                | Gravel                                |                                       | 6                                     | 6                                     |

| Aantal enkelspeltitels per categorie | Aantal enkelspeltitels per categorie | Aantal enkelspeltitels per categorie | Aantal enkelspeltitels per categorie | Aantal enkelspeltitels per categorie |
| ------------------------------------ | ------------------------------------ | ------------------------------------ | ------------------------------------ | ------------------------------------ |
|                                      |                                      |                                      |                                      |                                      |
| Grand Slam                           | Grand Slam                           |                                      | 2                                    | 2                                    |
| Olympische Spelen                    | Olympische Spelen                    |                                      | 0                                    | 0                                    |
| ATP Finals/WCT Finals                | ATP Finals/WCT Finals                |                                      | 0                                    | 0                                    |
| ATP Tour Masters 1000                | ATP Tour Masters 1000                |                                      | 4                                    | 4                                    |
| ATP Tour 500                         | ATP Tour 500                         |                                      | 9                                    | 9                                    |
| Overig                               | Overig                               |                                      | 48                                   | 48                                   |

| 1 |

| 5 |

| 3 |

| 2 |

| 1 |

| 5 |

| 3 |

| 1 |

|  |

|  |

| 2 |

|  |

|  |

|  |

| 3 |

| 5 |

| 5 |

| 2 |

| 3 |

| 3 |

| 2 |

| 2 |

| 2 |

| 4 |

| 2 |

| 4 |

| 2 |

| 2 |

|  |

Bijgewerkt t/m 10-06-2019

### Toernooien
| Naam                           | Plaats | Categorie                                                                                         | Ondergrond                                                          | Periode                                                  | Locatie               | Jaargangen               |
| ------------------------------ | ------ | ------------------------------------------------------------------------------------------------- | ------------------------------------------------------------------- | -------------------------------------------------------- | --------------------- | ------------------------ |
| Huidige toernooien             |        |                                                                                                   |                                                                     |                                                          |                       |                          |
| Plava Laguna Croatia Open Umag | Umag   | ATP World Tour 250 (2009-heden) ATP International Series (1998-2008) ATP World Series (1990-1997) | Gravel, buiten                                                      | Juli (1997-heden) Augustus (1992-1996) Mei (1990-1991)   | ITC Stella Maris      | vanaf 1990               |
| Voormalige toernooien          |        |                                                                                                   |                                                                     |                                                          |                       |                          |
| PBZ Zagreb Indoors             | Zagreb | ATP World Tour 250 (2009-2015) ATP International Series (2006-2008) ATP World Series (1996-1997)  | Hardcourt, indoor (2008-2015) Tapijt, indoor (1996-1997, 2006-2007) | Februari                                                 | Dom športova          | 1996 - 1997, 2006 - 2015 |
| Croatian Indoors               | Split  | ATP World Series                                                                                  | Tapijt, indoor                                                      | Februari                                                 | Dvorana Gripe         | 1998                     |
| Rijeka Open                    | Rijeka | ATP Challenger                                                                                    | Graven, buiten                                                      | Mei (2007-2008) Juni (2011) Juli (2009) September (2010) |                       | 2007-2011                |
| Zagreb Open                    | Zagreb | ATP Challenger                                                                                    | Gravel, buiten                                                      | Mei (2000-2011) Juni (1996-1999)                         | Športski Park Mladost | 1996-2011                |

## Vrouwen

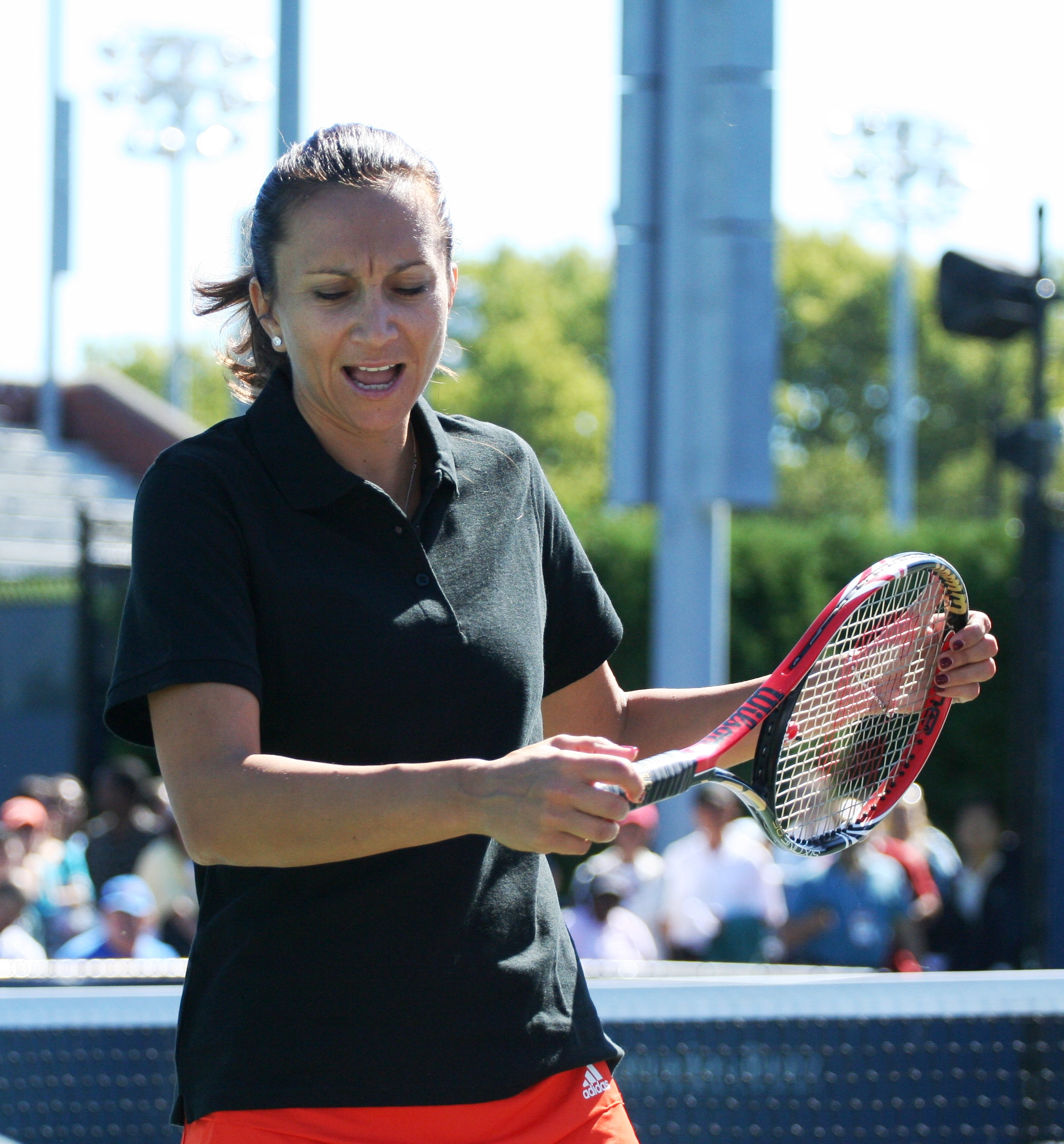
Iva Majoli (4e) de hoogst gerankte Kroatische tennisster uit de geschiedenis.

### "Top 150" speelsters enkelspel (vanafopen tijdperk)
| Nr. | Speelster             | Hoogste positie | Datum hoogste positie | W-V     | Titels | Finales |
| --- | --------------------- | --------------- | --------------------- | ------- | ------ | ------- |
| 1.  | Iva Majoli            | 4               | 1996-02-05            | 316-225 | 8      | 9       |
| 2.  | Karolina Šprem        | 17              | 2004-10-11            | 266-170 | 0      | 3       |
| 3.  | Silvija Talaja        | 18              | 2000-05-29            | 300-273 | 2      | 4       |
| 4.  | Mirjana Lučić-Baroni  | 20              | 2017-05-01            | 401-326 | 3      | 2       |
| 5.  | Ana Konjuh            | 20              | 2017-07-31            | 141-96  | 1      | 1       |
| 6.  | Donna Vekić           | 23              | 2019-05-20            | 241-176 | 2      | 5       |
| 7.  | Petra Martić          | 28              | 2019-05-13            | 319-223 | 2      | 2       |
| 8.  | Jelena Kostanić-Tošić | 32              | 2004-07-26            | 328–261 | 0      | 3       |
| 9.  | Ajla Tomljanović      | 47              | 2015-02-23            | 316-225 | 0      | 1       |
| 10. | Nadin Ercegović       | 61              | 1993-05-24            | 106-104 | 0      | 0       |
| 11. | Sanda Mamić           | 83              | 2005-07-18            | 145-104 | 0      | 0       |
| 12. | Ivana Lisjak          | 95              | 2006-06-05            | 218-148 | 0      | 0       |
| 13. | Jana Fett             | 97              | 2017-10-30            | 170-98  | 0      | 0       |
| 14. | Maja Palaveršić       | 117             | 2001-09-17            | 290-243 | 0      | 0       |
| 15. | Nika Ožegović         | 131             | 2007-07-09            | 226-161 | 0      | 0       |
| 16. | Jelena Pandžić        | 136             | 2008-09-22            | 234-116 | 0      | 0       |
| 17. | Ivana Abramović       | 143             | 2004-01-12            | 206-197 | 0      | 0       |
| 18. | Tereza Mrdeža         | 150             | 2015-10-12            | 345-230 | 0      | 0       |

Bijgewerkt t/m 07-06-2019

### Finaleplaatsen
| Legenda                | Legenda                  |
| ---------------------- | ------------------------ |
| Grandslamtoernooi      |                          |
| Olympische Spelen      |                          |
| Year-End Championships |                          |
| tot 2009               | 2009 – 2020 / vanaf 2021 |
| Tier I                 | Premier Mandatory        |
| Tier II                | Premier Five / WTA 1000  |
| Tier III               | Premier / WTA 500        |
| Tier IV & V            | International / WTA 250  |
|                        | Challenger / WTA 125     |

#### Enkelspel (open tijdperk)
| Nr.              | Datum             | Toernooi            | Ondergrond    | Winnaar                   | Tegenstander in finale    | Score               | Details |
| ---------------- | ----------------- | ------------------- | ------------- | ------------------------- | ------------------------- | ------------------- | ------- |
| Gewonnen finales |                   |                     |               |                           |                           |                     |         |
| 1.               | 8 oktober 1995    | WTA Zürich          | Tapijt (i)    | Iva Majoli (1)            | Mary Pierce               | 6-4, 6-4            | Details |
| 2.               | 15 oktober 1995   | WTA Filderstadt     | Hardcourt (i) | Iva Majoli (2)            | Gabriela Sabatini         | 6-4, 7-64           | Details |
| 3.               | 4 februari 1996   | WTA Tokio           | Tapijt (i)    | Iva Majoli (3)            | Arantxa Sánchez Vicario   | 6-4, 6-1            | Details |
| 4.               | 25 februari 1996  | WTA Essen           | Tapijt (i)    | Iva Majoli (4)            | Jana Novotná              | 7-5, 1-6, 7-66      | Details |
| 5.               | 23 februari 1997  | WTA Hannover        | Tapijt (i)    | Iva Majoli (5)            | Jana Novotná              | 4-6, 7-62, 6-4      | Details |
| 6.               | 4 mei 1997        | WTA Hamburg         | Gravel        | Iva Majoli (6)            | Ruxandra Dragomir         | 6-3, 6-2            | Details |
| 7.               | 4 mei 1997        | WTA Bol             | Gravel        | Mirjana Lučić (1)         | Corina Morariu            | 7-5, 6-7, 7-6       | Details |
| 8.               | 8 juli 1997       | Roland Garros       | Gravel        | Iva Majoli (7)            | Martina Hingis            | 6-4, 6-2            | Details |
| 9.               | 3 mei 1998        | WTA Bol             | Gravel        | Mirjana Lučić (2)         | Corina Morariu            | 6-2, 6-4            | Details |
| 10.              | 8 januari 2000    | WTA Gold Coast      | Hardcourt     | Silvija Talaja (1)        | Conchita Martínez         | 6-0, 0-6, 6-4       | Details |
| 11.              | 27 mei 2000       | WTA Straatsburg     | Gravel        | Silvija Talaja (2)        | Rita Kuti Kis             | 7-5, 4-6, 6-3       | Details |
| 12.              | 21 april 2002     | WTA Charleston      | Gravel        | Iva Majoli (8)            | Patty Schnyder            | 7-65, 6-4           | Details |
| 13.              | 20 april 2014     | WTA Kuala Lumpur    | Hardcourt     | Donna Vekić (1)           | Dominika Cibulková        | 5-7, 7-5, 7-6       | Details |
| 14.              | 14 september 2014 | WTA Québec          | Hardcourt     | Mirjana Lučić-Baroni (3)  | Venus Williams            | 6-4, 6-3            | Details |
| 15.              | 15 juni 2015      | WTA Nottingham      | Gras          | Ana Konjuh (1)            | Monica Niculescu          | 1-6, 6-4, 6-2       | Details |
| 16.              | 18 juni 2017      | WTA Nottingham      | Gras          | Donna Vekić (2)           | Johanna Konta             | 2-6, 7-6, 7-5       | Details |
| 17.              | 9 september 2018  | WTA Chicago         | Hardcourt     | Petra Martić (1)          | Mona Barthel              | 6-4, 6-1            | Details |
| 18.              | 28 april 2019     | WTA Istanbul        | Gravel        | Petra Martić (2)          | Markéta Vondroušová       | 1-6, 6-4, 6-1       | Details |
| Verloren finales |                   |                     |               |                           |                           |                     |         |
| 1.               | 13 februari 1994  | WTA Osaka           | Tapijt (i)    | Manuela Maleeva-Fragnière | Iva Majoli (1)            | 6-1, 4-6, 7-5       | Details |
| 2.               | 24 april 1994     | WTA Barcelona       | Gravel        | Arantxa Sánchez Vicario   | Iva Majoli (2)            | 6-0, 6-2            | Details |
| 3.               | 30 oktober 1994   | WTA Essen           | Tapijt (i)    | Jana Novotná              | Iva Majoli (3)            | 6-2, 6-4            | Details |
| 4.               | 30 april 1995     | WTA Barcelona       | Gravel        | Arantxa Sánchez Vicario   | Iva Majoli (4)            | 5-7, 6-0, 6-2       | Details |
| 5.               | 18 februari 1996  | WTA Parijs          | Tapijt (i)    | Julie Halard-Decugis      | Iva Majoli (5)            | 7-5, 74-6           | Details |
| 6.               | 5 mei 1996        | WTA Bol             | Gravel        | Gloria Pizzichini         | Silvija Talaja (1)        | 6-0, 6-2            | Details |
| 7.               | 6 oktober 1996    | WTA Leipzig         | Tapijt (i)    | Anke Huber                | Iva Majoli (6)            | 5-7, 6-3, 6-1       | Details |
| 8.               | 1997-05-24        | WTA Straatsburg     | Gravel        | Steffi Graf               | Mirjana Lučić (1)         | 6-2, 7-5            | Details |
| 9.               | 19 juni 1999      | WTA Rosmalen        | Gras          | Kristina Brandi           | Silvija Talaja (2)        | 6-0, 3-6, 6-1       | Details |
| 10.              | 11 juli 1999      | WTA Pörtschach      | Gravel        | Karina Habšudová          | Silvija Talaja (3)        | 2-6, 6-4, 6-4       | Details |
| 11.              | 6 oktober 2002    | WTA Japan (Tokio)   | Hardcourt     | Jill Craybas              | Silvija Talaja (4)        | 2-6, 6-4, 6-4       | Details |
| 12.              | 12 november 2000  | WTA Kuala Lumpur    | Hardcourt     | Henrieta Nagyová          | Iva Majoli (7)            | 6-4, 6-2            | Details |
| 13.              | 23 september 2001 | WTA Québec          | Tapijt (i)    | Meghann Shaughnessy       | Iva Majoli (8)            | 6-1, 6-3            | Details |
| 14.              | 5 mei 2002        | WTA Bol             | Gravel        | Åsa Svensson              | Iva Majoli (9)            | 6-3, 4-6, 6-1       | Details |
| 15.              | 24 mei 2003       | WTA Straatsburg     | Gravel        | Silvia Farina             | Karolina Šprem (1)        | 6-3, 4-6, 6-4       | Details |
| 16.              | 14 juni 2003      | WTA Wenen           | Gravel        | Paola Suárez              | Karolina Šprem (2)        | 7-6, 2-6, 6-4       | Details |
| 17.              | 4 augustus 2003   | WTA Helsinki        | Gravel        | Anna Smashnova            | Jelena Kostanić-Tošić (1) | 5-6, 6-4, 6-0       | Details |
| 18.              | 25 september 2005 | WTA Calcutta        | Hardcourt (i) | Anastasia Myskina         | Karolina Šprem (3)        | 6-2, 6-2            | Details |
| 19.              | 26 februari 2006  | WTA Pattaya         | Hardcourt     | Shahar Peer               | Jelena Kostanić-Tošić (2) | 6-3, 6-1            | Details |
| 20.              | 13 februari 2006  | WTA Bangalore       | Hardcourt     | Mara Santangelo           | Jelena Kostanić-Tošić (3) | 3-6, 7-65, 6-3      | Details |
| 21.              | 4 maart 2012      | WTA Kuala Lumpur    | Hardcourt     | Hsieh Su-wei              | Petra Martić (1)          | 2-6, 7-5, 4-1, opg. | Details |
| 22.              | 15 september 2012 | WTA Tasjkent        | Hardcourt     | Irina-Camelia Begu        | Donna Vekić (1)           | 6-4, 6-4            | Details |
| 23.              | 16 juni 2013      | WTA Birmingham      | Gras          | Daniela Hantuchová        | Donna Vekić (2)           | 7-6, 6-4            | Details |
| 24.              | 15 februari 2015  | WTA Pattaya         | Hardcourt     | Daniela Hantuchová        | Ajla Tomljanović (1)      | 3-6, 6-3, 6-4       | Details |
| 25.              | 3 oktober 2015    | WTA Tasjkent        | Hardcourt     | Nao Hibino                | Donna Vekić (3)           | 6-2, 6-2            | Details |
| 26.              | 21 mei 2016       | WTA Straatsburg     | Gravel        | Caroline Garcia           | Mirjana Lučić-Baroni (2)  | 6-4, 6-1            | Details |
| 27.              | 7 januari 2017    | WTA Auckland        | Hardcourt     | Lauren Davis              | Ana Konjuh (1)            | 6-3, 6-1            | Details |
| 28.              | 22 juli 2018      | WTA Boekarest       | Gravel        | Anastasija Sevastova      | Petra Martić (2)          | 7-6, 6-2            | Details |
| 29.              | 5 augustus 2018   | WTA Washington      | Hardcourt     | Svetlana Koeznetsova      | Donna Vekić (4)           | 4-6, 7-6, 6-2       | Details |
| 30.              | 3 februari 2019   | WTA Sint-Petersburg | Hardcourt (i) | Kiki Bertens              | Donna Vekić (5)           | 7-6, 6-4            | Details |

#### Landenteams
| Nr.              | Toernooi | Jaar | Locatie finale | Ondergrond | Winnaar | Tegenstander in finale | Score | Details |
| ---------------- | -------- | ---- | -------------- | ---------- | ------- | ---------------------- | ----- | ------- |
| Gewonnen finales |          |      |                |            |         |                        |       |         |
| Geen             |          |      |                |            |         |                        |       |         |
| Verloren finales |          |      |                |            |         |                        |       |         |
| Geen             |          |      |                |            |         |                        |       |         |

#### Statistieken  (open tijdperk)
| Aantal enkelspeltitels per ondergrond | Aantal enkelspeltitels per ondergrond | Aantal enkelspeltitels per ondergrond | Aantal enkelspeltitels per ondergrond | Aantal enkelspeltitels per ondergrond |
| ------------------------------------- | ------------------------------------- | ------------------------------------- | ------------------------------------- | ------------------------------------- |
|                                       |                                       |                                       |                                       |                                       |
| Gravel                                | Gravel                                |                                       | 7                                     | 7                                     |
| Hardcourt                             | Hardcourt                             |                                       | 7                                     | 7                                     |
| Tapijt                                | Tapijt                                |                                       | 2                                     | 2                                     |
| Gras                                  | Gras                                  |                                       | 0                                     | 0                                     |

| Aantal enkelspeltitels per categorie | Aantal enkelspeltitels per categorie | Aantal enkelspeltitels per categorie | Aantal enkelspeltitels per categorie | Aantal enkelspeltitels per categorie |
| ------------------------------------ | ------------------------------------ | ------------------------------------ | ------------------------------------ | ------------------------------------ |
|                                      |                                      |                                      |                                      |                                      |
| Grand Slam                           | Grand Slam                           |                                      | 1                                    | 1                                    |
| Olympische Spelen                    | Olympische Spelen                    |                                      | 0                                    | 0                                    |
| WTA Tour Championships               | WTA Tour Championships               |                                      | 0                                    | 0                                    |
| Premier Mandatory                    | Premier Mandatory                    |                                      | 0                                    | 0                                    |
| Premier Five                         | Premier Five                         |                                      | 0                                    | 0                                    |
| Premier                              | Premier                              |                                      | 2                                    | 2                                    |
| International                        | International                        |                                      | 14                                   | 14                                   |
| Challenger                           | Challenger                           |                                      | 1                                    | 1                                    |

|  |

|  |

|  |

|  |

| 2 |

| 2 |

| 4 |

| 1 |

|  |

| 2 |

|  |

| 1 |

|  |

|  |

|  |

|  |

|  |

|  |

|  |

|  |

|  |

|  |

|  |

| 2 |

| 1 |

|  |

| 1 |

| 1 |

| 1 |

Bijgewerkt t/m 10-06-2019

### Toernooien
| Naam                          | Plaats   | Categorie                                                                              | Ondergrond     | Periode                                       | Locatie                | Jaargangen                  |
| ----------------------------- | -------- | -------------------------------------------------------------------------------------- | -------------- | --------------------------------------------- | ---------------------- | --------------------------- |
| Huidige toernooien            |          |                                                                                        |                |                                               |                        |                             |
| Bol Open                      | Bol      | Tier V (1991) Tier IV (1996-1999) Tier III (1995 en 2000-2003) Challenger (sinds 2016) | Gravel, buiten | April/mei (1991, 1995-2003) Juni (2016-heden) | Tennis Club Kastela    | 1991, 1995-2003, 2016-heden |
| Voormalige toernooien         |          |                                                                                        |                |                                               |                        |                             |
| Makarska International Ladies | Makarska | Tier IV                                                                                | Gravel, buiten | April                                         | Tennis center Makarska | 1998                        |

## Socialistische Republiek Kroatië (als onderdeel van Joegoslavië)
Van 1963 tot 1991 viel Kroatië als socialistische staat onder het voormalige Joegoslavië. De tennisspelers kwamen in deze periode uit voor Joegoslavië.
Hieronder volgt een overzicht van de beste tennissers en tennissters van de Socialistische Republiek Kroatië.

### Mannen

#### "Top 150" spelers enkelspel

##### Vanafopen tijdperk
| Nr. | Speler            | Hoogste positie | Datum hoogste positie | W-V     | Titels | Finales |
| --- | ----------------- | --------------- | --------------------- | ------- | ------ | ------- |
| 1.  | Goran Ivanišević  | 7               | 1991-01-28            | 599-333 | 1      | 5       |
| 2.  | Nikola Pilić      | 6               | 1968                  | 270-201 | 4      | 6       |
| 3.  | Željko Franulović | 8               | 1971-03-01            | 334-262 | 10     | 6       |
| 4.  | Goran Prpić       | 18              | 1991-05-20            | 125-121 | 1      | 2       |
| 5.  | Bruno Orešar      | 46              | 1989-05-08            | 57-76   | 0      | 2       |
| 6.  | Marko Ostoja      | 74              | 1984-04-09            | 82-139  | 1      | 0       |

##### Vooropen tijdperk
| Nr. | Speler        | Hoogste TB ranking | Datum hoogste ranking | W-V | Titels | Finales |
| --- | ------------- | ------------------ | --------------------- | --- | ------ | ------- |
| 1.  | Franjo Punčec | ?                  | ?                     |     | ?      | ?       |

#### Finaleplaatsen
| Legenda                       | Legenda               |
| ----------------------------- | --------------------- |
| Grand Slam                    |                       |
| Olympische Spelen             |                       |
| tot 2009                      | vanaf 2009            |
| Tennis Masters Cup            | ATP Finals            |
| ATP Masters Series            | ATP Tour Masters 1000 |
| ATP International Series Gold | ATP Tour 500          |
| ATP International Series      | ATP Tour 250          |

##### Enkelspel (open tijdperk)
| Nr.              | Datum             | Toernooi        | Ondergrond    | Winnaar                | Tegenstander in finale | Score                   | Details |
| ---------------- | ----------------- | --------------- | ------------- | ---------------------- | ---------------------- | ----------------------- | ------- |
| Gewonnen finales |                   |                 |               |                        |                        |                         |         |
| 1.               | 21 juli 1969      | Indianapolis    | Gravel        | Željko Franulović (1)  | Arthur Ashe            | 8-6, 6-3, 6-4           |         |
| 2.               | 3 november 1969   | Stockholm       | Hardcourt (i) | Nikola Pilić (1)       | Ilie Năstase           | 6-4, 4-6, 6-2           |         |
| 3.               | 13 april 1970     | Monte Carlo     | Gravel        | Željko Franulović (2)  | Manuel Orantes         | 6-4, 6-4, 6-3           |         |
| 4.               | 8 juni 1970       | Bristol         | Gras          | Nikola Pilić (2)       | Rod Laver              | 6-3, 1-6, 6-3           |         |
| 5.               | 10 augustus 1970  | Kitzbühel       | Gravel        | Željko Franulović (3)  | John Alexander         | 6-4, 9-7, 6-4           |         |
| 6.               | 9 november 1970   | Buenos Aires    | Gravel        | Željko Franulović (4)  | Manuel Orantes         | 6-4, 6-2, 6-0           |         |
| 7.               | 15 februari 1971  | New York        | Hardcourt (i) | Željko Franulović (5)  | Clark Graebner         | 6-2, 5-7, 6-4, 7-5      |         |
| 8.               | 1 maart 1971      | Macon           | Tapijt (i)    | Željko Franulović (6)  | Ilie Năstase           | 6-4, 7-5, 5-7, 3-6, 7-6 |         |
| 9.               | 16 augustus 1971  | Indianapolis    | Gravel        | Željko Franulović (7)  | Cliff Richey           | 6-3, 6-4, 0-6, 6-3      |         |
| 10.              | 29 november 1971  | Buenos Aires    | Gravel        | Željko Franulović (8)  | Ilie Năstase           | 6-3, 7-6, 6-1           |         |
| 11.              | 29 oktober 1972   | WCT Essen       | Tapijt (i)    | Nikola Pilić (3)       | Bob Lutz               | 4-6, 6-4, 3-6, 6-4, 7-6 |         |
| 12.              | 5 oktober 1975    | Avilés          | Gravel        | Nikola Pilić (4)       | Juan Ignacio Muntanola | 6-3, 6-4, 6-3           |         |
| 13.              | 10 oktober 1976   | Avilés          | Gravel        | Željko Franulović (9)  | Jan Kodeš              | 7-6, 6-1, 5-7, 7-6      |         |
| 14.              | 25 april 1977     | München         | Gravel        | Željko Franulović (10) | Víctor Pecci           | 6-1, 6-1, 6-7, 7-5      |         |
| 15.              | 14 juni 1981      | Brussel         | Gravel        | Marko Ostoja (1)       | Ricardo Ycaza          | 4-6, 6-4, 7-5           | details |
| 16.              | 14 mei 1990       | ATP Umag        | Gravel        | Goran Prpić (1)        | Goran Ivanišević       | 6-3, 4-6, 6-4           | Details |
| 17.              | 22 juli 1990      | ATP Stuttgart   | Gravel        | Goran Ivanišević (1)   | Guillermo Perez-Roldan | 6-7, 6-1, 6-4, 7-6      | Details |
| Verloren finales |                   |                 |               |                        |                        |                         |         |
| 1                | 12 mei 1969       | Brussel         | Gravel        | Tom Okker              | Željko Franulović (1)  | 6-4, 1-6, 6-2, 6-2      |         |
| 2.               | 7 juli 1969       | Dublin          | Gras          | Bob Hewitt             | Nikola Pilić (1)       | 6-3, 6-2                |         |
| 3.               | 10 november 1969  | Buenos Aires    | Gravel        | François Jauffret      | Željko Franulović (2)  | 3-6, 6-2, 6-4, 6-3      |         |
| 4.               | 26 mei 1970       | Roland Garros   | Gravel        | Jan Kodeš              | Željko Franulović (3)  | 6-2, 6-4, 6-0           | Details |
| 5.               | 3 augustus 1970   | München         | Gravel        | Ion Țiriac             | Nikola Pilić (2)       | 2-6, 9-7, 6-3, 6-4      |         |
| 6.               | 22 maart 1971     | Londen          | Hardcourt     | Rod Laver              | Nikola Pilić (3)       | 6-4, 6-0, 6-2           |         |
| 7.               | 24 mei 1971       | Bournemouth     | Gravel        | Gerald Battrick        | Željko Franulović (4)  | 6-3, 6-2, 5-7, 6-0      |         |
| 8.               | 24 juli 1971      | Clemmons        | Hardcourt     | Jaime Fillol           | Željko Franulović (5)  | 4-6, 6-4, 7-6           |         |
| 9.               | 3 juli 1972       | WCT St. Louis   | Hardcourt     | John Newcombe          | Nikola Pilić (4)       | 6-3, 6-3                |         |
| 10.              | 21 mei 1973       | Roland Garros   | Gravel        | Ilie Năstase           | Nikola Pilić (5)       | 6-3, 6-3, 6-0           | Details |
| 11.              | 8 april 1974      | WCT München     | Tapijt (i)    | Frew McMillan          | Nikola Pilić (6)       | 5-7, 7-6(4), 7-6(4)     |         |
| 12.              | 21 juli 1975      | Hilversum       | Gravel        | Guillermo Vilas        | Željko Franulović (6)  | 6-4, 6-7, 6-2, 6-3      |         |
| 13.              | 13 juni 1988      | Athene          | Gravel        | Horst Skoff            | Bruno Orešar (1)       | 6-3, 2-6, 6-2           | Details |
| 14.              | 28 mei 1989       | Florence        | Gravel        | Horacio de la Peña     | Goran Ivanišević (1)   | 6-4, 6-3                | Details |
| 15.              | 30 juli 1989      | Stuttgart       | Gravel        | Martín Jaite           | Goran Prpić (1)        | 6-3, 6-2                | Details |
| 16.              | 31 juli 1989      | Båstad          | Gravel        | Paolo Canè             | Bruno Orešar (2)       | 7-6, 7-6                | Details |
| 17.              | 20 mei 1990       | ATP Umag        | Gravel        | Goran Prpić            | Goran Ivanišević (2)   | 6-3, 4-6, 6-4           | Details |
| 18.              | 26 augustus 1990  | ATP Long Island | Hardcourt     | Stefan Edberg          | Goran Ivanišević (3)   | 7-6, 6-3                | Details |
| 19.              | 16 september 1990 | ATP Bordeaux    | Gravel        | Guy Forget             | Goran Ivanišević (4)   | 6-4, 6-3                | Details |
| 20.              | 30 september 1990 | ATP Bazel       | Hardcourt (i) | John McEnroe           | Goran Ivanišević (5)   | 6-7, 4-6, 7-6, 6-3, 6-4 | Details |
| 21.              | 21 april 1991     | ATP Nice        | Gravel        | Martín Jaite           | Goran Prpić (2)        | 3-6, 7-6, 6-3           | Details |

### Vrouwen

#### "Top 150" speelsters enkelspel (vanafopen tijdperk)
| Nr. | Speelster     | Hoogste positie | Datum hoogste positie | W-V     | Titels | Finales |
| --- | ------------- | --------------- | --------------------- | ------- | ------ | ------- |
| 1.  | Sabrina Goleš | 27              | 1987-02-02            | 102-109 | 1      | 3       |

Bijgewerkt t/m 07-06-2019

#### Finaleplaatsen
| Legenda                | Legenda                  |
| ---------------------- | ------------------------ |
| Grandslamtoernooi      |                          |
| Olympische Spelen      |                          |
| Year-End Championships |                          |
| tot 2009               | 2009 – 2020 / vanaf 2021 |
| Tier I                 | Premier Mandatory        |
| Tier II                | Premier Five / WTA 1000  |
| Tier III               | Premier / WTA 500        |
| Tier IV & V            | International / WTA 250  |
|                        | Challenger / WTA 125     |

##### Enkelspel (open tijdperk)
| Nr.              | Datum            | Toernooi         | Ondergrond | Winnaar           | Tegenstander in finale | Score         | Details |
| ---------------- | ---------------- | ---------------- | ---------- | ----------------- | ---------------------- | ------------- | ------- |
| Gewonnen finales |                  |                  |            |                   |                        |               |         |
| 1.               | 4 oktober 1987   | WTA Parijs       | Gravel     | Sabrina Goleš (1) | Sandra Wasserman       | 7-5, 6-1      |         |
| Verloren finales |                  |                  |            |                   |                        |               |         |
| 1.               | 29 april 1984    | WTA Tarente      | Gravel     | Sandra Cecchini   | Sabrina Goleš (1)      | 6-2, 7-5      |         |
| 2.               | 11 augustus 1984 | O.S. Los Angeles | Hardcourt  | Steffi Graf       | Sabrina Goleš (2)      | 1-6, 6-3, 6-4 |         |
| 3.               | 16 november 1986 | WTA San Juan     | Hardcourt  | Raffaella Reggi   | Sabrina Goleš (3)      | 7-6, 4-6, 6-3 |         |

Bijgewerkt t/m 07-06-2019

## Tennisspelers van Kroatische afkomst
| Naam             | Hoogste positie | Datum hoogste positie | W-V     | Titels | Finales | Uitkomend voor                                                                                       | Geboren in                                     | Afkomst vader | Afkomst moeder        |
| ---------------- | --------------- | --------------------- | ------- | ------ | ------- | --- | ---------------------------------------------- | ------------- | --------------------- |
| Jelena Dokić     | 4               | 2002-08-19            | 348-221 | 6      | 8       | Australië (1998–2000) Joegoslavië (2001–2003) Servië en Montenegro (2003–2005) Australië (2006–2014) | Joegoslavië (Socialistische Republiek Kroatië) | Servië        | Kroatië               |
| Bernard Tomic    | 17              | 2016-01-11            | 181-173 | 4      | 2       | Australië                                                                                            | Duitsland                                      | Kroatië       | Bosnië en Herzegovina |
| Ajla Tomljanović | 39              | 2019-04-01            | 282-197 | 0      | 3 (4*)  | Kroatië (2009-2018/01) Australië (2018/02-heden)                                                     | Joegoslavië (Socialistische Republiek Kroatië) | Kroatië       | Bosnië en Herzegovina |
| Bernarda Pera    | 67              | 2018-10-08            | 265-142 | 0      | 0       | Kroatië (2009-2013) Verenigde Staten (2013-heden)                                                    | Kroatië                                        | Kroatië       | Kroatië               |

Bijgewerkt t/m 09-06-2019